# 잠라 맘마즈 만나
잠라 맘마즈 만나 (Samla Mammas Manna)는 스웨덴 프로그레시브 록 밴드로 출중한 연주력과 서커스 음악처럼 실없는 유머가 뒤섞여 프랭크 자파를 연상시키는 스타일의 음악을 한다. 그들은 RIO의 초기 멤버이며 캔터베리 신과 사운드상의 유사성이 있다.

## 개요
잠라는 1969년 웁살라에서 결성되었다. 70년에 공개된 1집은 거의 연주곡이었으며 리더였던 라스 홀머의 건반과 드럼이 복잡한 연주를 하는 민속음악적 재즈록이었다. 기타리스트 코스테 아페트레아가 가입한 뒤에 2집이 녹음되었다. 2집은 더욱 자파적으로 요란한 앨범이다. 자켓은 아티스트 타게 아센(Tage Åsén)이 맡아주었으며 그는 이후 밴드의 자켓 대부분을 그려준다. 그들은 스웨덴 프로그레시브록의 주변부에 걸쳐있으면서 유머와 정치성이 공존하는 가사를 썼다. 3집의 타이틀인 Klossa Knapitatet는 "자본을 부숴라"라는 뜻이다. 하지만 그들은 재미없이 정치적이고 싶어하진 않았다.
밴드의 구성과 사운드가 바뀌면서 이들은 밴드명을 조금씩 바꿔나갔다. Zamla로 바꾸면서 그들은 이전에 비해 즉흥에 좀 더 중점을 두었다. RIO에 가입하여 헨리 카우나 유니버스 제로 등과 공연을 하기 시작했다. 당시 녹음한 För äldre nybegynnare / Schlagerns mystik는 스튜디오와 라이브의 작업물을 혼합해서 만든 대작이었다.
Von Zamla로 이름을 바꾼 뒤의 음악은 민속음악보다는 록에, 즉흥보다는 작곡에 중점을 두기 시작했으며 라디오와 TV 출연도 일부 했다.
1990년 그들은 드러머 브루누이손의 40세 생일을 기념하며 모여서 일회성 공연을 했는데, 호응이 좋았다. 그들은 재미있을 동안만 밴드를 유지하기로 하고 각자 활동을 하면서 종종 잠라의 이름으로 공연을 가졌다. 그들은 2002년에 새앨범 Kaka를 냈고, 일본에서는 드러머 요시다 타츠야 와 함께 라이브앨범 Dear Mamma를 녹음하기도 했다. 2003년에는 처음으로 북미투어를 가지기도 했다. 라스 홀머는 2008년에 사망했다.

## 음반 목록

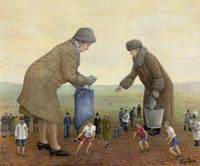
The sleeve to the record Dear Mamma

as Samla Mammas Manna Coste Apetrea, Hasse Bruniusson, Henrik Öberg, Lars Hollmer, Lars Krantz
- Samla Mammas Manna (1971)
- Måltid (1973)
- Klossa Knapitatet (1974)
- Samla Mammas Manna & Ron Geesin, Recorded 1975 (as part of Progglådan Box)
- Snorungarnas symfoni (1976) (with Gregory Allan FitzPatrick)
- Kaka (1999)
- Dear Mamma (2002)

as Zamla Mammaz Manna Eino Haapala, Hasse Bruniusson, Lars Hollmer, Lars Krantz, Vilgot Hansson
- För äldre nybegynnare (1977)
- Schlagerns mystik (1978)
- Familjesprickor (1980)

as Ramlosa Kvallar Coste Apetrea, Hasse Bruniusson, Lars Hollmer 외
- Nights Without Frames (1978)

as von Zamla Eino Haapala, Lars Hollmer 외
- Zamlaranamma (1982)
- No Make Up! (1984)
- ... 1983 (live) (1999)